# St German’s Priory

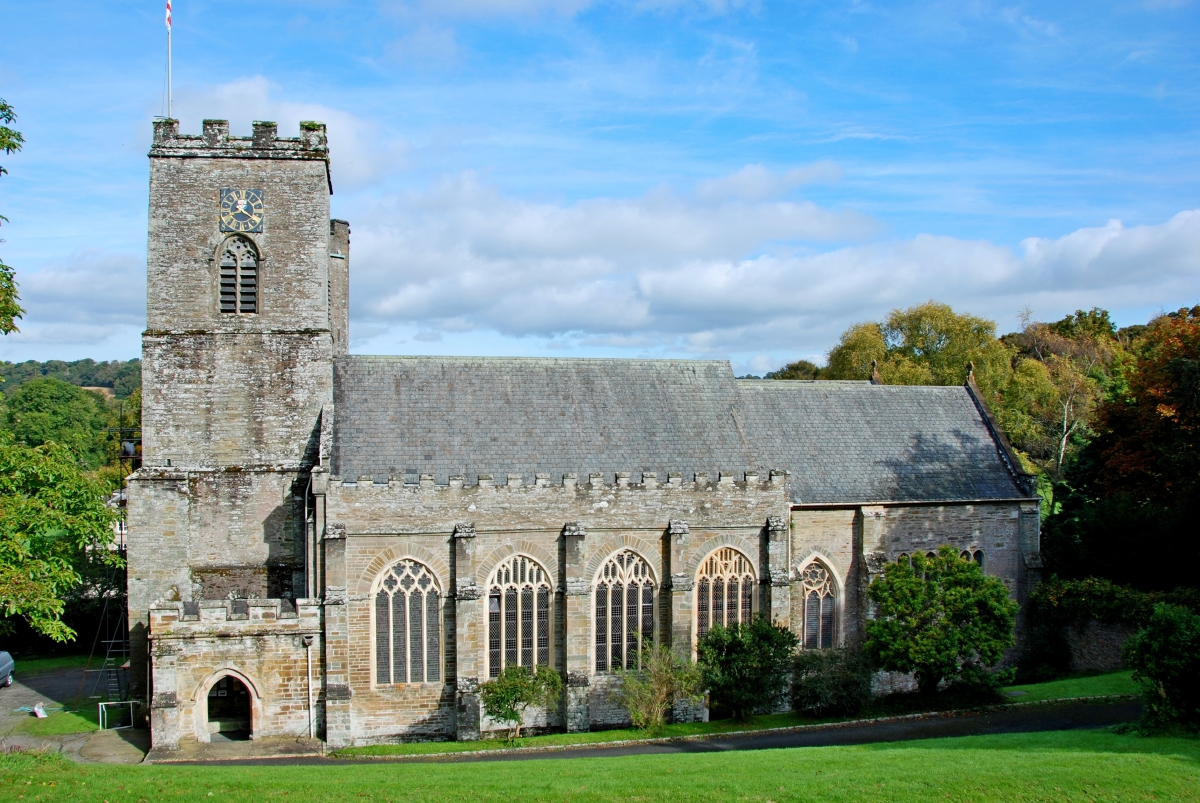
St German’s Priory

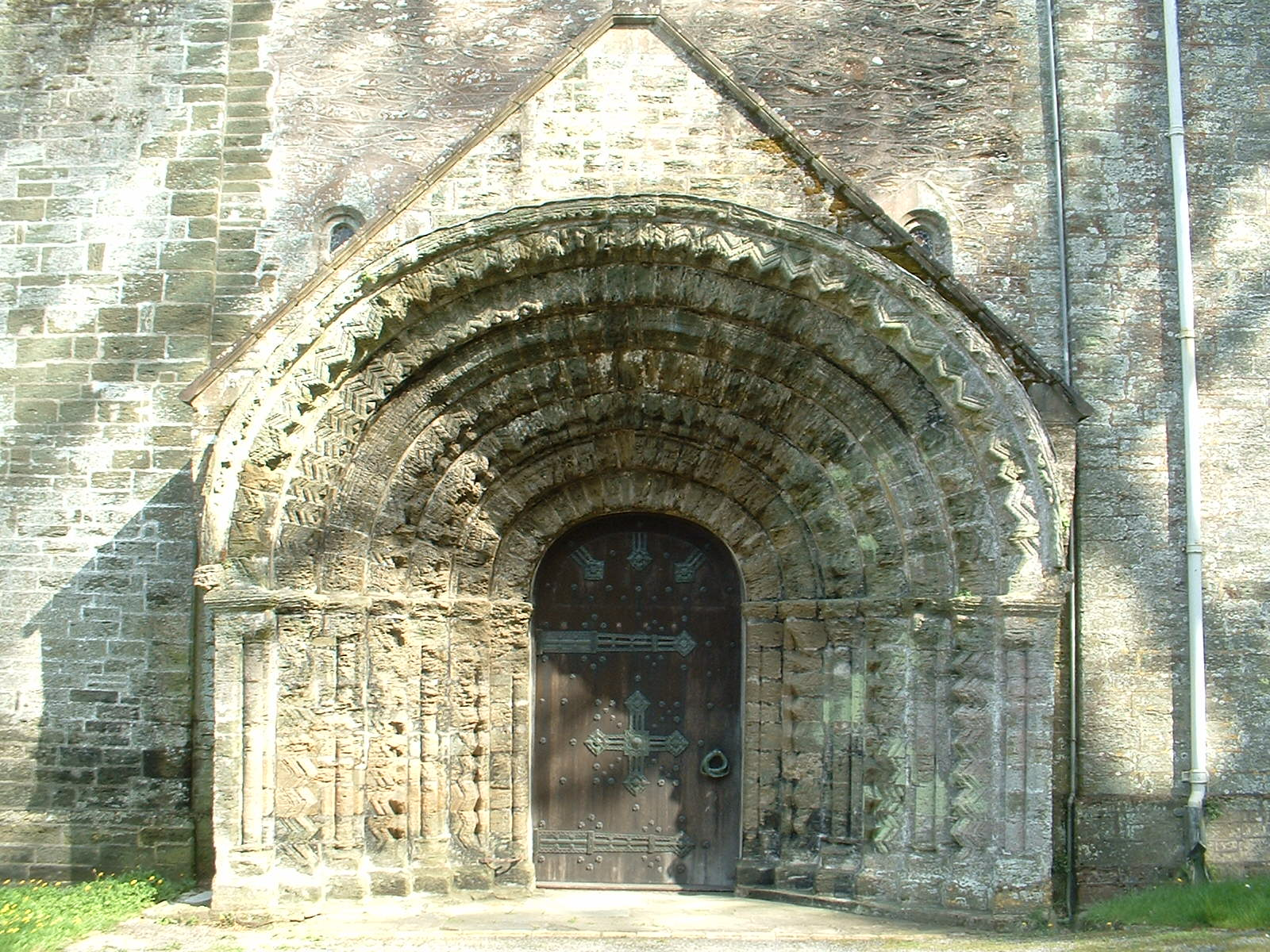
Anglo-Normannisches Westportal

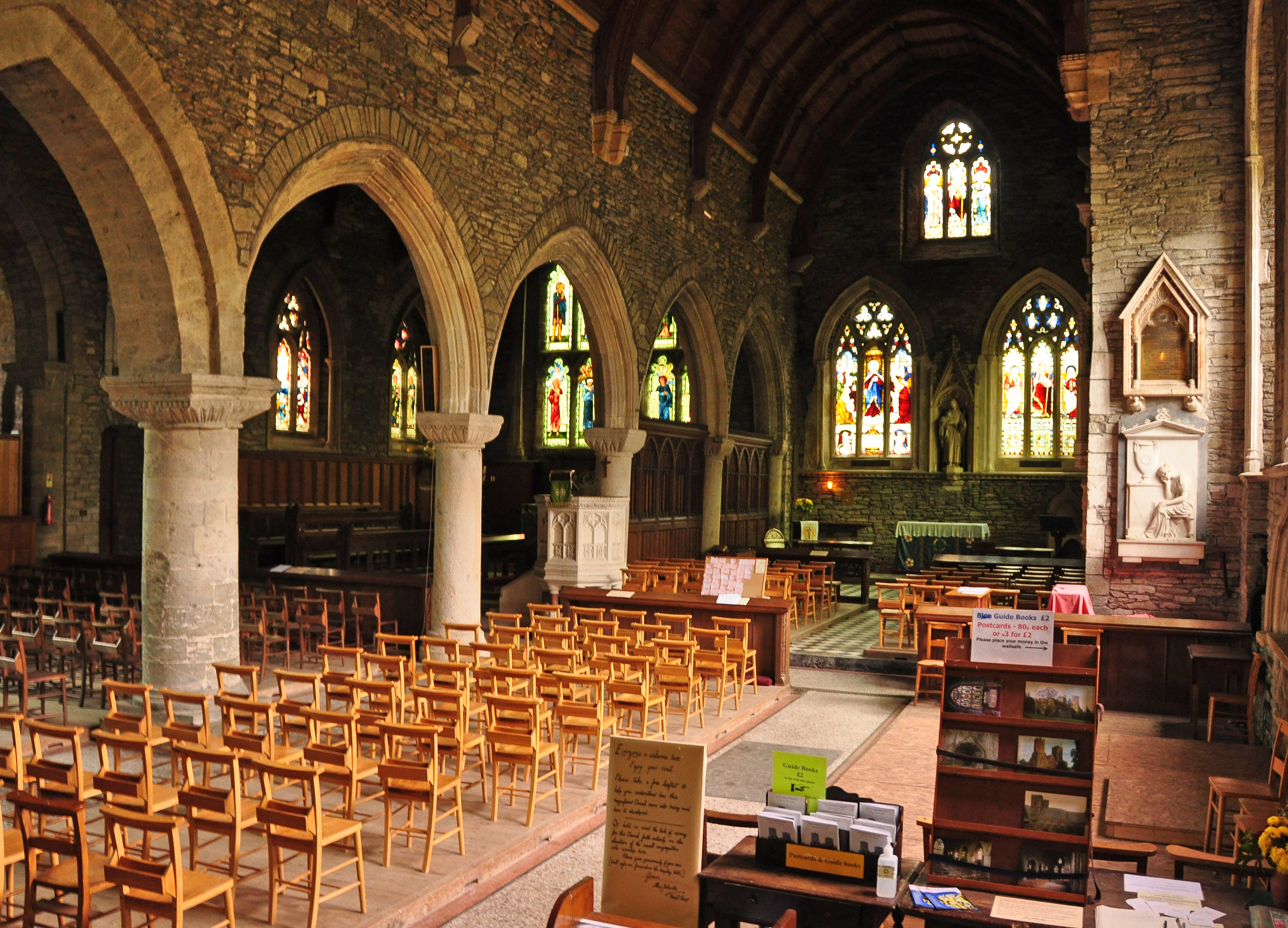
Innenraum

St German’s Priory ist eine ehemalige Prioratskirche und heutige Pfarrkirche (Parish church) im Ort St Germans im Osten der südenglischen Grafschaft (county) Cornwall. Die Kirche trägt das Patrozinium des hl. Germanus von Auxerre (um 378–448); sie ist als Grade-I-Bauwerk eingestuft und gehört zum Major Churches Network.

## Lage
Der Ort St Germans liegt etwa 20 km westlich der Hafenstadt Plymouth. Die Kirche liegt oberhalb des River Tiddy am östlichen Ortsrand von St Germans in einer Höhe von etwa 10 m.

## Geschichte
Gemäß der lokalen Überlieferung soll der Bischof Germanus während einer Missionsreise in den Süden Englands um das Jahr 430 hier eine Kirche gegründet haben. Die erste urkundliche Erwähnung stammt jedoch erst aus der Mitte des 10. Jahrhunderts, als hier ein Sitz der Bischöfe von Cornwall bestand. Nach der Eroberung Englands bauten die Normannen zahlreiche bedeutende Kirchen und Kathedralen in ihrem neuen Herrschaftsgebiet, darunter befand sich auch St German’s. Im Jahr 1161 richtete der Bischof von Exeter hier ein Augustiner-Priorat ein, das jedoch nur 23 Jahre lang Bestand hatte. Im Zuge der Auflösung der englischen Klöster unter Heinrich VIII. wurde das Priorat aufgelöst (1539); die Kirche blieb jedoch als Pfarrkirche erhalten.

## Architektur
Abgesehen von dem – damals wie heute aus der Gebäudeflucht heraustretenden – normannischen Portal mit seinem gezackten Archivolten- und Gewändedekor, das dem ausgehenden 11. Jahrhundert angehört, und der imposanten Doppelturmfassade, stammt der heutige Zustand der ursprünglich einschiffigen Kirche weitgehend aus dem 13. und 14. Jahrhundert, also der Stilepoche des Perpendicular Style. Beide Türme und auch die beiden Langhausseiten sind zinnenbekrönt, wodurch eine gewisse Wehrhaftigkeit angedeutet wird. Das heute zweischiffige und holzgewölbte Langhaus mit seiner beinahe vollständig durchfensterten Ostwand gehört zu den abgelegenen Meisterwerken englischer Kirchenarchitektur.